# Південний Шварцвальд (природний парк)
47°51′37″ пн. ш. 8°02′05″ сх. д. / 47.86036111° пн. ш. 8.03466111° сх. д.
Природний парк Південний Шварцвальд (нім. Naturpark Südschwarzwald) — розташований у землі Баден-Вюртемберг, Німеччина та має площу 394 000 га. 

Станом на 2018 рік це найбільший природний парк Німеччини. 

## Історія
Природний парк Південний Шварцвальд створено 1 лютого 1999 року. 
Початкову площу в 333 000 га розширено до 370 000 га у 2005 році, а у 2014 році розширено до 394 000 га. 
Це один із семи природних парків Баден-Вюртембергу. 

## Розташування
Парк, розташований у Південному Шварцвальді на південному заході Баден-Вюртембергу, простягається від Гербольцгайма і Тріберга на півночі до Вальдсгут-Тінгена і Лерраха на півдні та від передгір'їв Шварцвальду поблизу Фрайбурга і Еммендінгена на заході до Донауешингена і Бад-Дюрргайма на плато Баар на сході.

## Гори
Три найвищі гори Шварцвальду лежать у межах природного парку Південний Шварцвальд:
- Фельдберг (1493 м)
- Герцогенгорн[en] (1415 м)
- Бельхен[en] (1414 м)

## Долини та яри
У долинах Верхнього та Високого Рейну можна зустріти види середземноморського регіону, тоді як у вузьких ущелинах Високого Шварцвальду все ще можна зустріти релікти останнього льодовикового періоду. 

Добре відомі долини та ущелини в Південному Шварцвальді, наприклад: Вутахська ущелина, Гаслахська долина (нім. Haslachklamm), Ретенбахська долина (нім. Rötenbachklamm), Альбська долина (нім. Albtal), ущелина Равенна, Сімонсвельдерська долина, Мюнстерська долина (нім. Münstertal), Шляйфенбахська ущелина (нім. Schleifenbachschlucht), Віндберзька ущелина (нім. Windbergschlucht), Велика та Мала долина Візе, Верхня ущелина Вера (нім. Hohwehraschlucht) і долина Вера (нім. Wehratal), а також ущелина Гаухах (нім. Gauchachschlucht) і ущелина Енге (нім. Engeschlucht). 

## Ландшафт

### Гідрографія
Через природний парк Південний Шварцвальд проходить вододіл між Рейном і Дунаєм, який є головним вододілом між Північним і Чорним морями. 
У той час як притоки Рейну швидко стікають вниз по крутих схилах гір, нахил у бік Дунаю набагато пологіший. 

Головні річки: Альб, Брег, Драйзам, Ельц і Візе.
У Південному Шварцвальді багато водоспадів різної висоти. 
Водоспади Триберг і Тодтнау є двома найвищими водоспадами Німеччини. 

Озеро Шлухзее є найбільшим озером природного парку Південний Шварцвальд. 

Інші озера: Тітізее, Віндгфельвайєр, Нонненматтвайєр, Шлюхтзее, Фельдзее та Альбзее. 

Більшість хмар надходить із заходу, де вони проходять широкі низовини Верхньої-Рейнської рівнини, а потім мають підніматися, коли досягають гір Шварцвальд. Тому на західних схилах та у Високому Шварцвальді часто йдуть дощі. Також на цій території в западинах можна знайти багато боліт. Проте внаслідок багатовікового осушення та видобутку торфу їх кількість скоротилася

### Ліси
У Шварцвальді немає незайманих пралісів. Найбільші суміжні території незайманих лісів були заселені в середні віки.
Спочатку Шварцвальд мав ліси з ялиці та бука. 
Під впливом людини ці тіньовитривалі породи все більше витіснялися соснами та ялинами. 

Метою природного парку є знову збільшити кількість ялиць і буків і вирощувати структурно багаті та диверсифіковані ліси, де також ростуть різні широколисті дерева.

### Поля та луки

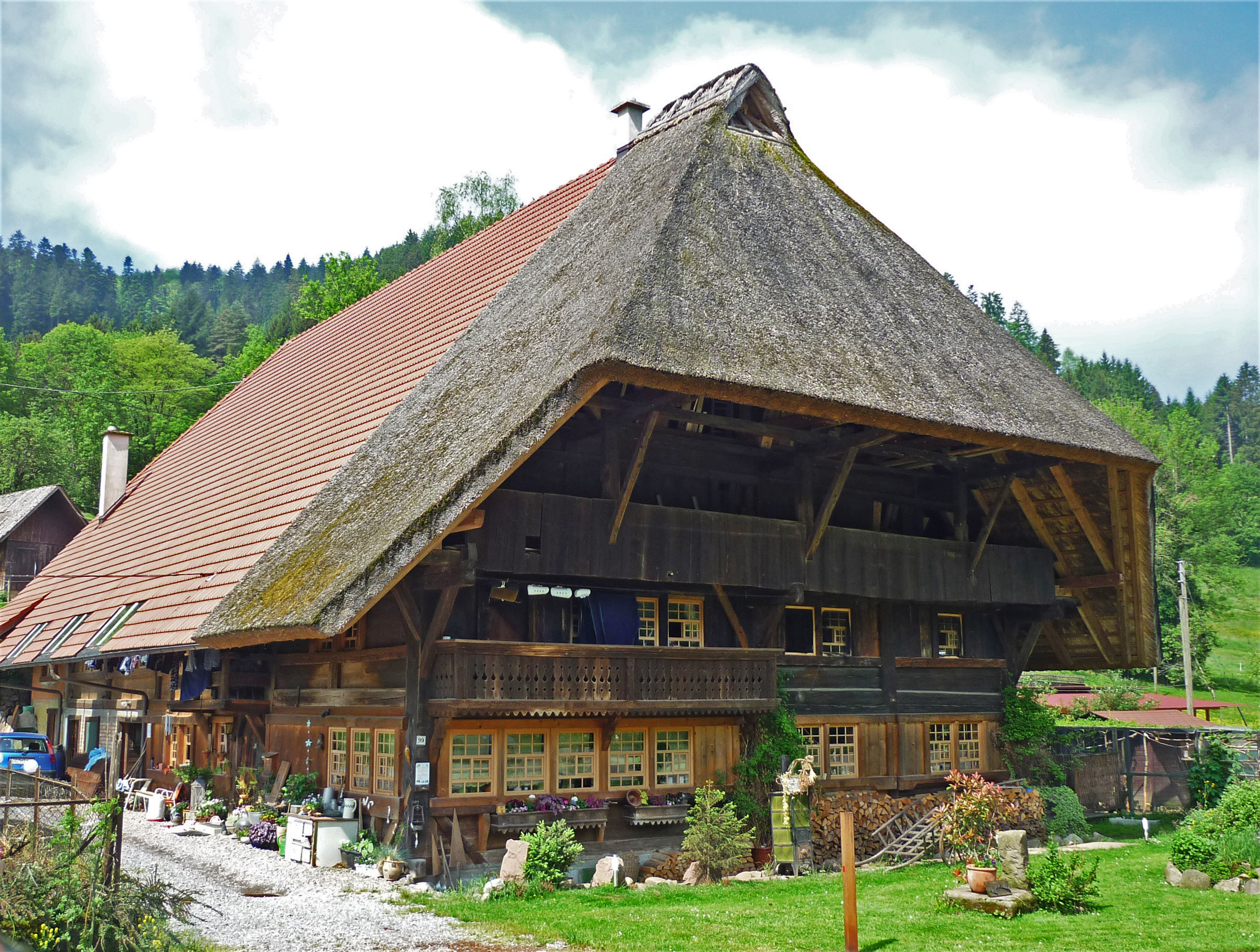
Приклад будинку в Шварцвальді

Південний Шварцвальд — ландшафт, сформований сільським господарством і тваринництвом. 

Пасовищні буки, особливу форму бука, все ще можна знайти на старих пасовищах Південного Шварцвальду. 